# اشتهاء المجرمين

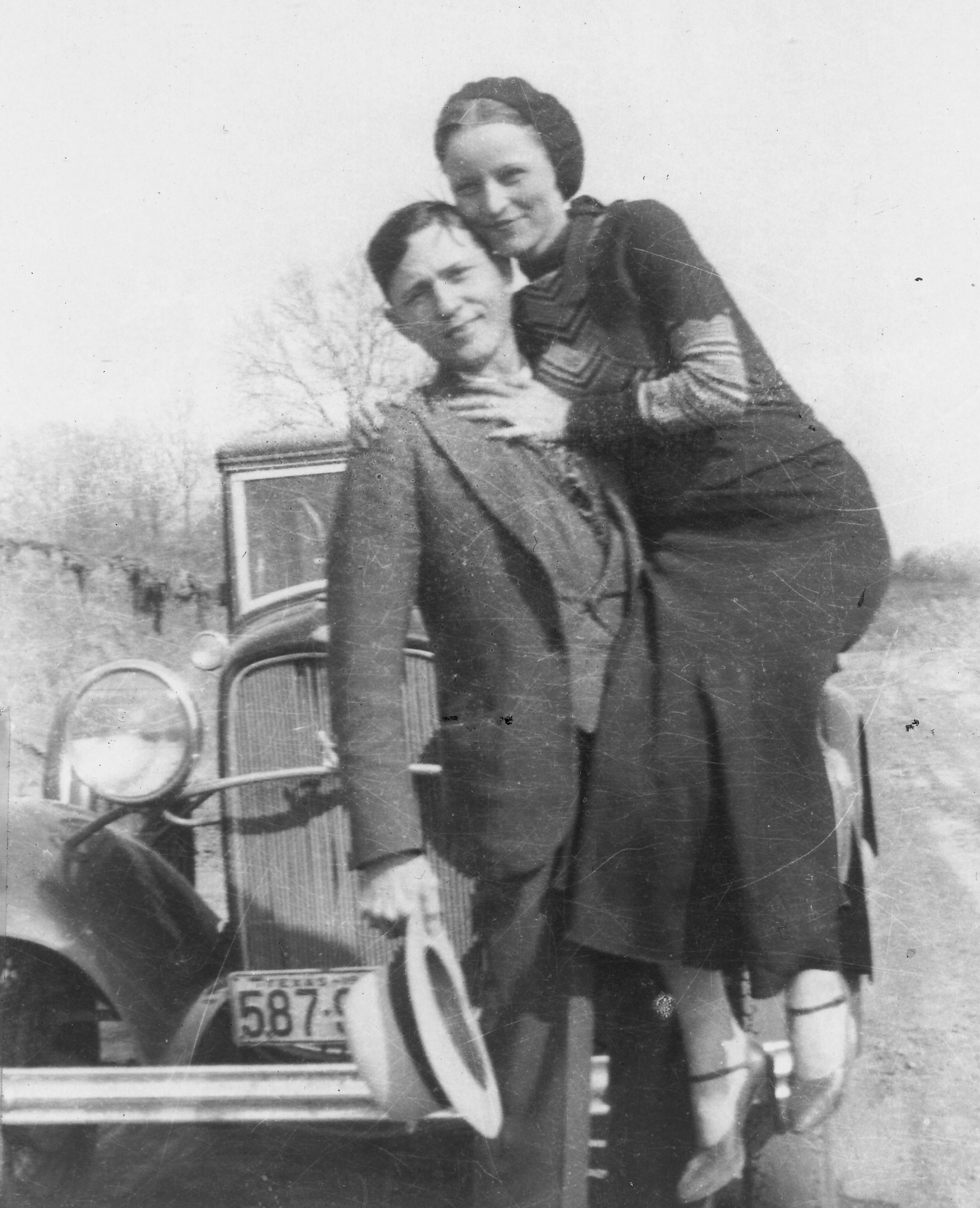

اشتهاء المجرمين هو شذوذ جنسي يكون فيه الشخص منجذبا جنسيا نحو الأشخاص الذي قاموا بارتكاب جرائم مثل المغتصب والقتلة واللصوص. على عكس معظم حالة الاشتهاء الأخرى، فإن اشتهاء المجرمين يحدث بشكل حصري بالعادة للنساء.
تعرف في الثقافة الشعبية باسم «حالة بوني وكلايد». العديد من المجرمين المشهورين وخاصة أولئك الذين ارتكبوا جرائم بشعة يتلقون «بريد المعجبين» وهم في السجن؛ حيث البعض منها غرامي أو حتى جنسي.

## الأسباب
أسباب اشتهاء المُجرمين غير معروفة إلا أن بعض علماء النفس والأطباء قد وضعوا مجموعة من الفرضيات والتكهنات لتفسير هذه الحالة، فعلى سبيل المثال لا الحصر ترى كاثرين رامسلاند وهي أستاذة علم النفس الشرعي في جامعة ديساليس أن بعض النساء على وجه الخصوص يرغبن في الزواج من الذكور السفاحين للأسباب التالية:
- تعتقد البعض أن الرجل قد يجعلها قاسية وقوية مثل السفاح زوجها
- تسعى أخريات لرعاية الصبي الصغير اللاتي يحصلن عليه من الزوج السفاح
- تأمل أخريات في الزواج من المٌجرمين للحصول على تغطية من وسائل الإعلام أو الظهور في فيلم وثائقي أو شيء من هذا القبيل.

هناك سبب آخر وهو كالتالي:
- بعض خبراء الصحة النفسية يُقارِنون الافتتان بالقتلة كنوع من التعصب والتطرف. ترى هاته النساء أنهن سيكن آمنات في حضن المجرم السفاح كما ترى أخريات أنهن يسعين للدخول في علاقات عاطفية.

## أمثلة
- واحد من أكثر الأمثلة الشائنة لموضوع اشتهاء المجرمين هو انجذاب عدد كبير من النساء إلى السفاح تيد بندي بعد اعتقاله.[4] حاولت عشرات النساء التشويش في

قاعات المحاكم من أجل منع صدور حُكمٍ في حق تيد، الذي زعم أنه تلقى مئات من رسائل الحب من عدد من النساء حين كان مسجونا.
- وقعَ السفاح جيفري دامر في غرام الكثير من النساء اللاتي بادلنه نفس الشعور حيث أرسلن له رسائل ذو محتوى جنسي فضلا عن الأموال وغير ذلك من الهدايا خلال فترة وجوده في السجن.[6]
- تزوّج السفاح ريتشارد راميريز بامرأة معجبة به في السجن بعدما تراسل الثنائي لفترة من الزمن. أثناء محاكمته؛ توافدت العشرات من النساء إلى قاعة المحكمة للتقرب منه.
- أُعجبت الكثير من النساء بتشارلز مانسون وشجعنه على ما كان يقوم به.[7]
- حظيَ الإرهابي أندرس بهرنغ بريفيك بتشجيع لافت من النساء المعجبات به.[8][9]